# Unitate cilindru
Unitatea de cilindru denumita si drum unit sau image unit este un subansamblu folosit in unele modele de imprimante laser sau fotocopiatoare.
Durata sa de viață este exprimată de obicei în număr de pagini. Este un consumabil, la fel ca unitatea de developare sau cartușul toner.